# Hercules: The Animated Series
Hercules: The Animated Series, ook wel bekend als Disney’s Hercules of gewoon Hercules, is een Amerikaanse animatieserie van Walt Disney Television, gebaseerd op de Disneyfilm Hercules en de Griekse mythe over Herakles. De serie liep 1 seizoen van 65 afleveringen.

## Verhaal
Het verhaal draait om Hercules toen hij nog in de leer was bij Philoctetes. Naast zijn opleiding tot held moet hij zich ook aan zien te passen aan het leven als tiener. Hij wordt door Phil al vroeg naar de Prometheus Academy gestuurd, een school voor zowel goden als stervelingen. Hij wordt bijgestaan door zijn vrienden Icarus en Cassandra. Van tijd tot tijd krijgt Hercules hulp van de Griekse goden, en ontmoet hij andere bekende personages uit de Griekse mythologie.

## Achtergrond
Hercules is een van de vele Disney-series gebaseerd op een eerder uitgebrachte film. In tegenstelling tot de meeste andere van deze series speelt Hercules: The Animated Series zich niet af voor of na de originele film, maar halverwege; tussen het moment dat Hercules arriveert op Phils eiland, en het moment dat zijn training is afgerond en hij samen met Phil naar Thebe vertrekt. Om die reden komt Megara niet voor in de serie op twee cameorollen na, waaronder Jafar uit Aladdin (1992). Hades en zijn handlangers Pijn en Paniek komen wel voor in de serie.
De serie is in tegenspraak met de film met het feit dat in de serie Hades reeds op de hoogte is van het feit dat Hercules nog leeft en hem al tegen probeert te werken, terwijl in de film Hades pas nadat Hercules zijn training heeft voltooid ontdekt dat Hercules nog in leven is.

## Personages
- Hercules (Tate Donovan): de zoon van Zeus en Hera. Hij is in de serie nog een held in opleiding.
- Philoctetes (Robert Costanzo): een sater en de trainer der helden.
- Pegasus (Frank Welker): Hercules’ gevleugelde paard.
- Icarus (French Stewart): een van Hercules’ vrienden. Hij is geobsedeerd door vliegen, ondanks zijn ongeluk waarbij hij een keer te dicht bij de zon vloog. Hij kan zich makkelijk aanpassen aan elke situatie.
- Cassandra (Sandra Bernhard): een profeet uit de Trojaanse Oorlog. Ze kan in de toekomst kijken.
- Adonis (Diedrich Bader): de egoïstische prins van Thracië, en een rivaal van Hercules. Hij gelooft dat alles kan worden opgelost met macht en geld. Later blijkt dat hij de man is voor wiens leven Megara haar ziel aan Hades had verkocht.
- Tempest (Jennifer Jason Leigh) – een Amazonekrijger, en dochter van Hippolyta (Jane Curtin).

Verder komen in de serie onder andere vrijwel alle Griekse goden voor, met in eerste instantie Zeus, Hera en Hades. Andere bekende personages uit de Griekse mythologie die een rol hebben in de serie zijn Jason, Hippocrates van Kos, Paris, Achilles, Odysseus, Echidna, Medusa en Alexander de Grote.

## Afleveringen
| Uitzenddatum | Titel                                     |
| ------------ | ----------------------------------------- |
| 08/31/98     | Hercules and the Apollo Mission           |
| 09/01/98     | Hercules and the King of Thessaly         |
| 09/02/98     | Hercules and the Secret Weapon            |
| 09/03/98     | Hercules and the Assassin                 |
| 09/04/98     | Hercules and the Big Kiss                 |
| 09/07/98     | Hercules and the River Styx               |
| 09/08/98     | Hercules and the Techno Greeks            |
| 09/09/98     | Hercules and the World's First Doctor     |
| 09/10/98     | Hercules and the Pool Party               |
| 09/11/98     | Hercules and the Prince of Thrace         |
| 09/12/98     | Hercules and the First Day of School      |
| 09/14/98     | Hercules and the Tapestry of Fate         |
| 09/15/98     | Hercules and the Living Legend            |
| 09/16/98     | Hercules and the Return of Typhon         |
| 09/17/98     | Hercules and the Owl of Athena            |
| 09/18/98     | Hercules and the Visit From Zeus          |
| 09/18/98     | Hercules and the Girdle of Hippolyte      |
| 09/21/98     | Hercules and the Bacchanal                |
| 09/23/98     | Hercules and the Underworld Takeover      |
| 09/26/98     | Hercules and the Driving Test             |
| 09/29/98     | Hercules and the Comedy of Arrows         |
| 10/02/98     | Hercules and the Hostage Crisis           |
| 10/03/98     | Hercules and the Parent's Weekend         |
| 10/05/98     | Hercules and the Disappearing Heroes      |
| 10/08/98     | Hercules and the Argonauts                |
| 10/10/98     | Hercules and the Prometheus Affair        |
| 10/14/98     | Hercules and the Drama Festival           |
| 10/16/98     | Hercules and the Phil Factor              |
| 10/17/98     | Hercules and the Hero of Athens           |
| 10/21/98     | Hercules and the All Nighter              |
| 10/29/98     | Hercules and the Song of Circe            |
| 10/30/98     | Hercules and the Trojan War               |
| 10/31/98     | Hercules and the Caledonian Boar          |
| 11/02/98     | Hercules and the Dream Date               |
| 11/04/98     | Hercules and the Big Games                |
| 11/06/98     | Hercules and the Jilt Trip                |
| 11/07/98     | Hercules and the Epic Adventure           |
| 11/10/98     | Hercules and the Falling Stars            |
| 11/12/98     | Hercules and the Golden Touch             |
| 11/13/98     | Hercules and the Minotaur                 |
| 11/14/98     | Hercules and the Poseidon's Cup Adventure |
| 11/16/98     | Hercules and the Son of Poseidon          |
| 11/18/98     | Hercules and the Twilight of the Gods     |
| 11/20/98     | Hercules and the Griffin                  |
| 11/21/98     | Hercules and the Muse of Dance            |
| 11/24/98     | Hercules and King For a Day               |
| 11/25/98     | Hercules and the Pegasus Incident         |
| 11/28/98     | Hercules and the Kids                     |
| 12/11/98     | Hercules and the Big Sink                 |
| 12/16/98     | Hercules and the Big Lie                  |
| 12/21/98     | Hercules and the Prom                     |
| 01/04/99     | Hercules and the Spartan Experience       |
| 01/09/99     | Hercules and the Gorgon                   |
| 01/13/99     | Hercules and the Complex Electra          |
| 01/16/99     | Hercules and the Green-Eyed Monster       |
| 02/08/99     | Hercules and the Long Nightmare           |
| 02/10/99     | Hercules and the Arabian Night            |
| 02/12/99     | Hercules and the Aetolian Amphora         |
| 02/15/99     | Hercules and the Romans                   |
| 02/17/99     | Hercules and the Yearbook                 |
| 02/19/99     | Hercules and the Odyssey Experience       |
| 02/22/99     | Hercules and the Grim Avenger             |
| 02/24/99     | Hercules and the Spring of Canathus       |
| 02/26/99     | Hercules and the Big Show                 |
| 03/01/99     | Hercules and the Tiff on Olympus          |